# Bipop
La Bipop, acronimo di Banca Popolare di Brescia, è stato un istituto di credito, con sede in Brescia e in funzione dal 1982 al 1999. Nacque dalla fusione della Banca Popolare di Lumezzane con la Banca Popolare di Palazzolo sull'Oglio.

## Storia
Tra il 1872 e il 1895 esistette una Banca Popolare di Brescia che faceva capo all'elite imprenditoriale della Sinistra bresciana di Giuseppe Zanardelli. Da essa nacque, nel 1886, la Banca Popolare di Chiari.
Nel 1982, la Banca Popolare di Palazzolo sull'Oglio, guidata dal Presidente Aldo Cottinelli e da dieci anni quotata sul mercato ristretto, si fuse con la consorella di Lumezzane. La nuova banca fu battezzata Banca Popolare di Brescia, con acronimo Bipop, e la sua sede fu trasferita nel capoluogo di provincia. Nel 1983, aveva una raccolta da clientela di circa 400 milioni di lire. Il primo consiglio d'amministrazione fu composto da sei membri dell'ex banca lumezzanese e da sette membri dell'ex banca palazzolese. Il primo presidente fu Aldo Cottinelli e il direttore generale divenne Bruno Sonzogni, che aveva ricoperto la stessa carica nella banca palazzolese. Nel febbraio 1984, il titolo della Popolare di Palazzolo fu delistato dal mercato ristretto per essere sostituito dalle azioni della nuova banca.
Alla morte di Cottinelli, avvenuta nel 1985, la presidenza fu assunta da Giacomo Franceschetti, anch'esso membro del cda della parte palazzolese.
Nel 1992, la banca acquistò Fineco, una società specializzata in operazioni di leasing e factoring, dai precedenti proprietari: Emilio Gnutti e Mauro Ardesi. Nello stesso anno assunse il controllo del Credito Milanese. L'anno dopo, la Banca abbandonò il mercato ristretto per venire quotata direttamente nel mercato principale.
Nel 1995, la banca assunse il controllo di Cisalpina gestioni e acquistò la maggioranza del capitale della Banca di credito personale Icq di Novara. L'anno dopo, la Banca d'Italia concesse il via libera all'acquisto da parte di Bipop di cinquanta sportelli del Banco di Napoli ubicati nel Nord Italia. La Banca d'Italia favorì l'ingresso di Bipop anche nel capitale della Banca di Credito di Trieste (Trzaska Kreditna Banka), un istituto di credito triestino che si rivolgeva alla clientela della minoranza di lingua slovena. Dopo l'acquisizione del 44,3% del capitale della banca triestina e alcune nomine di persone legate alla Bipop, quest'ultima cambiò idea e decise di uscire dalla compagine azionaria, assumendosi perdite per circa 38 milioni di Euro pur di azzerare la sua partecipazione.
Il bilancio del 1996 si chiuse con un utile di 29 milioni di euro e un attivo di 7,7 miliardi di euro. L'anno seguente si aprì la fase di un tentativo di fondere la banca alla pari con lo storico istituto di credito cattolico della città di Brescia: la Banca San Paolo. L'11 marzo 1998 si arrivò a far approvare un protocollo d'intesa ai consigli d'amministrazione delle due banche, ma, per volontà di Sonzogni, l'accordo non si completò. In seguito, la San Paolo si sarebbe avvicinata all'altra banca cittadina, il Credito Agrario Bresciano, per costituire la Banca Lombarda e trasferire gli sportelli dei due istituti di credito nel Banco di Brescia.
Nell'estate del 1998, la Bipop acquistò il 76% di Akros Finanziaria, mentre il 5 novembre annunciò pubblicamente l'esistenza di un progetto preliminare di fusione con la Cassa di Risparmio di Reggio Emilia che avrebbe portato alla costituzione di Bipop Carire. Il procedimento si sviluppò nel corso della primavera del 1999, tra polemiche e alcuni punti oscuri che sarebbero emersi soltanto nel 2001, durante la crisi che avrebbe portato il nuovo istituto di credito a fondersi con la Banca di Roma. L'8 giugno 1999 le assemblee straordinarie dei soci della banca reggiana e bresciana si espressero a favore della fusione tra i due istituti. Essa divenne operativa il 2 agosto.

## Presidenti
- Aldo Cottinelli (1982-1985)
- Giacomo Franceschetti (1985-1998)